# Tove Kurtzweilová
Tove Kurtzweilová (nepřechýleně Tove Kurtzweil; 10. září 1938 Nykøbing Falster – 2. srpna 2018 Kodaň) byla dánská fotografka. Fotografické a chemické techniky se v letech 1962 až 1966 učila u svého manžela, chemika a profesionálního fotografa Nelse Kurtzweila (1937–1977), jinak byla samouk.

## Životopis
Tove Kurtzweilová byla dlouhá léta spojena s fotografickou školou Fatamorgana, a to jak jako členka správní rady, tak jako učitelka. V roce 2003 se stala členkou Sdružení umělců Kammeraterne. V roce 2008 byla nominována na doživotní grant od Dánské umělecké nadace z následujících důvodů:
Tove Kurtzweilová, po mnoho let učitelka a členka představenstva fotografické školy Fatamorgana, měla významný vliv na mladší generace v dánské fotografii. Tove Kurtzweilová je živým příkladem umělkyně, jejíž život a dílo se spojují jak v sociálním, tak estetickém smyslu. Proto je navržena na doživotní podporu od Dánské státní umělecké nadace.

## Sbírky
- Francouzská národní knihovna, Paříž
- Královská knihovna, Kodaň
- Muzeum fotografie, Charleroi
- Muzeum fotografického umění, Odense